# Балабай, Иван Васильевич
Ива́н Васи́льевич Балаба́й (3 ноября 1920 — 19 сентября 1993) — советский военачальник, генерал-полковник (16.12.1982). Начальник Главного автомобильного управления Министерства обороны СССР (1982—1989). Кандидат военных наук. Участник Великой Отечественной войны.

## Биография
Родился 3 ноября 1920 года в селе Базалиевка Харьковской области Украинской ССР. В 1939 году окончил Ленинградское техническое училище зенитной артиллерии имени П. И. Баранова, в декабре 1941 года — Высшую офицерскую автомобильную школу.
Участник Великой Отечественной войны — командир отделения 96-й трофейной роты 42-й армии Ленинградского фронта, артиллерийский техник артиллерийского научно-испытательного полигона и трофейного склада армии, инспектор по вооружению трофейного отдела армии. Войну окончил в должности командира трофейного батальона отдельной трофейной бригады 42-й армии. В составе армии участвовал в битве за Ленинград, в Псковско-Островской, Тартуской и Прибалтийской наступательных операциях, в блокаде Курляндской группировки противника.
После войны продолжил службу в Советской армии, в составе Группы советских оккупационных войск в Германии до 1948 года.
В 1954 году окончил Военно-транспортную академию с золотой медалью и занесен на Доску Почёта. После окончания академии назначен начальником цикла ремонта и эксплуатации автомобилей и тракторов 4-го автомобильного училища, а затем был направлен советником в вооружённые силы Китайской Народной Республики.
С 1958 по 1961 год руководил кафедрой Запорожского института сельскохозяйственных машин.
С 1961 по 1968 год проходил военную службу в должностях старшего офицера, заместителя начальника отдела, начальника отдела и начальника автотранспортной службы Одесского военного округа.
В 1968 году он был назначен начальником 21-го научно-исследовательского института Министерства обороны СССР, а в 1970 году — заместителем начальника Центрального автотракторного управления Министерства обороны СССР.
С 1982 по 1989 год — начальник Главного автомобильного управления Министерства обороны СССР.
Под его руководством и с личным участием создавалось четвёртое поколение военной автомобильной техники различного назначения, в том числе специальные колесные шасси (под ракетную систему «Тополь» и др.). семейства военных гусеничных машин. Кандидат военных наук.
При непосредственном участии и под его руководством было организовано автотехническое обеспечение Ограниченного контингента советских войск в Афганистане и работ по ликвидации аварии на Чернобыльской АЭС.
С 1989 года в запасе. Жил в Москве. Похоронен на Троекуровском кладбище.

## Награды
- Орден Октябрьской Революции
- Орден Отечественной войны I степени (1985 г.)
- 2 ордена Трудового Красного Знамени
- 2 ордена Красной Звезды (12.04.1944, …)
- Медаль «За боевые заслуги» (17.08.1943)
- Медаль «За оборону Ленинграда» (вручена в 1943)
- Медаль «В ознаменование 100-летия со дня рождения Владимира Ильича Ленина»
- Медаль «Ветеран Вооружённых Сил СССР»
- Медаль «За отличие в воинской службе» I степени
- Медаль «В память 250-летия Ленинграда»
- Медаль «За укрепление боевого содружества»
- Медаль «40 лет Вооружённых Сил СССР»
- Медаль «50 лет Вооружённых Сил СССР»
- Медаль «60 лет Вооружённых Сил СССР»
- Медаль «70 лет Вооружённых Сил СССР»
- Медаль «За победу над Германией в Великой Отечественной войне 1941-1945 гг.»
- Медаль «20 лет победы в Великой Отечественной войне 1941—1945 гг.»
- Медаль «30 лет Победы в Великой Отечественной войне 1941—1945 гг.»
- Медаль «40 лет Победы в Великой Отечественной войне 1941—1945 гг.»
- Медаль «За безупречную службу» I степени
- Медаль «За безупречную службу» II степени
- Медаль «За безупречную службу» III степени
- Медаль «За отвагу на пожаре»

Иностранные награды:
- Орден Красного Знамени (Венгрия, 14.09.1974)
- Орден Красного Знамени (Монголия)
- Медаль «100 лет со дня рождения Георгия Димитрова» (Болгария, 1982)
- Медаль «1300 лет Болгарии» (Болгария, 29.03.1982)
- Медаль «40 лет Победы над гитлеровским фашизмом» (Болгария, 16.05.1985)
- Медаль «За укрепление дружбы по оружию» в золотой степени (ЧССР, 06.04.1989)
- Медаль «40 лет освобождения Чехословакии Советской Армией» (ЧССР, 19.03.1985)
- Медаль «Братство по оружию» (Польша, 08.07.1980)
- Медаль «50 лет Монгольской Народной Революции» (Монголия, 1971)
- Медаль «50 лет Монгольской Народной Армии» (Монголия, 1971)
- Медаль «40 лет Халхин-Гольской Победы» (Монголия, 1979)
- Медаль «30-я годовщина Революционных Вооруженных сил Кубы» (Куба, 24.11.1986)
- 2 медали «Китайско-советской дружбы» (КНР)